# Huey Mack
Huey Mack (* 16. Dezember 1991 in Morgantown, West Virginia; eigentlicher Name Joseph Dalton Michael) ist ein US-amerikanischer Rapper.

## Karriere
Mit 14 Jahren begann Huey Mack aus Spaß mit dem Rappen und machte als Hobby weiter, bis er sich gegen Ende seiner High-School-Zeit entschloss, die Hip-Hop-Musik ernsthaft zu verfolgen. Er veröffentlichte online einige kostenlose Mixtapes, die bei iTunes auf Beachtung stießen und in die Bestenlisten kamen. Auch trat er mit seiner Musik öffentlich auf und ging sogar auf Tour. 2013 stellte er sein Debütalbum mit dem Titel Pretending Perfection zusammen. Ende des Jahres erreichte es Platz 89 der US-Albumcharts und Platz sechs bei den Rap-Alben.

## Diskografie
Alben
- Pretending Perfection (2013)

Mixtapes
- Wish Me Luck (2009)
- Bright Lights and Long Nights (2010)
- Freshman 15 (2011)
- A Boy Named Hue (2012)
- Click (Mike Stud & Huey Mack, 2012)

Lieder
- Just Me (2011)
- Call Me Maybe (2012)
- Looking at the Sky (2012)
- Dirty Laundry (featuring Mike Stud, 2013)
- Make Love (2013)
- Be Alright (2013)